# Ligue des travailleuses domestiques sans-papiers
La ligue des travailleuses domestiques sans-papiers est une organisation belge fondée en 2018.

## Histoire
Cette association rassemble des travailleuses domestiques sans papiers, d'origines diverses. La Ligue est née en 2018 grâce au soutien de la Confédération des Syndicats Chrétiens (CSC) et du Centre d'information et d'éducation populaire (CIEP) du Mouvement Ouvrier Chrétien de Bruxelles (MOC). Son objectif est d'obtenir la reconnaissance du travail de ces aides-soignantes, nounous, aides-ménagères, etc.

## Contexte
A partir de 2008, la régionale bruxelloise de la CSC organise et défend les travailleurs et travailleuses migrants avec et sans papiers. En 2015, la Belgique ratifie la Convention n° 189 de l’Organisation internationale du travail qui offre une protection spécifique aux travailleuses et travailleurs domestiques. La ligue voit le jour en 2018.
Le 16 juin 2022, à l’occasion de la Journée internationale du travail domestique, l'association organise la première grève des travailleuses domestiques sans papiers pour réclamer l’application complète de la Convention n° 189.
L'association met notamment en évidence le concept de Global care chain (la chaîne globale du soin). Ce concept identifie le phénomène des personnes sans papiers qui quittent leur pays d'origine et confient leur famille (parents, enfants, malades) à d'autres (souvent des femmes) pour venir dans d'autres pays où elles gardent les enfants, parents et malades de la famille d'autres personnes.
En Belgique, la Ligue pourrait représenter entre 70 et 80.000 femmes. Des travailleuses qui ne bénéficient d'aucune protection légale. Elles accomplissent un travail domestique ou de soin aux enfants, aux personnes âgées ou dépendantes. Elles peuvent être sujettes à certaines maladies professionnelles courantes dans le secteur du nettoyage : syndrome du canal carpien, tendinites, lumbagos…De plus, des substances chimiques irritantes, neurotoxiques, voire cancérigènes sont présentes dans certains produits d'entretien. Leur utilisation répétée peut provoquer des maladies respiratoires, des problèmes cutanés, oculaires et parfois même intestinaux.
« Elles sont parfois victimes de harcèlement sexuel et peuvent être licenciées sur le champ » explique Magali Verdier, animatrice au Mouvement ouvrier chrétien (MOC) Bruxelles. Leurs salaires à l'heure et variant selon leurs employeurs sont souvent en dessous de la norme légale.

## Revendications[8]
La ligue demande un accès légal au marché du travail afin de mettre fin à la précarité de leur situation et de pouvoir cotiser à la sécurité sociale. Elle réclame également une protection contre les abus, en exigeant une protection juridique qui permette aux travailleuses de porter plainte en toute sécurité et dignité contre les employeurs abusifs, notamment par le biais d’une autorisation de séjour durant la procédure de la plainte.
La ligue demande un accès aux formations Actiris (structure qui accompagne les chercheurs d'emploi bruxellois) : les travailleuses domestiques réclament l’accès aux formations professionnelles dans les métiers en pénurie afin de valider leurs compétences. 
Le slogan depuis 2022 est « Vos toilettes propres, nos papiers propres ! ».

## Journée internationale des travailleuses domestiques[8]
Le 16 juin a lieu la journée internationale des travailleuses domestiques. A cette occasion, la ligue cherche à mettre en avant la situation de ses bénéficiaires par des manifestations mêlant art et revendications politiques.
En 2022, un parlement est simulé sur la place du Luxembourg pour dénoncer l’exploitation et les violences auxquelles elles font face au quotidien et interpeller les ministres compétents.
En 2023, un procès fictif se tient devant le Palais de justice de Bruxelles. Il se solde par la condamnation du gouvernement bruxellois pour son manque de courage politique.
En 2024, un festival du film récompense la ligue du trophée du meilleur film dans la catégorie «Espoir féministe». Le spectacle Maria est ensuite interprété. Il met en scène le destin d'une travailleuse domestique d’origine philippine. Le gala se termine par la création du Ministère du Care.

## Récompense
Le dimanche 8 décembre 2024, la Ligue des droits humains a décerné le Prix Régine Orfinger-Karlin à la Ligue des travailleuses domestiques de la CSC. La Ligue des droits humains a tenu à souligner la ténacité et le courage de la Ligue des travailleuses domestiques, ainsi que la force et la créativité de leurs actions.